# Pseudosinella rolfsi
Pseudosinella rolfsi är en urinsektsart som beskrevs av Mills 1932. Pseudosinella rolfsi ingår i släktet Pseudosinella och familjen brokhoppstjärtar. Inga underarter finns listade i Catalogue of Life.